# Palazzo dell'Opera della Primaziale Pisana
Il palazzo dell'Opera della Primaziale si trova in piazza del Duomo a Pisa, situato sul lato settentrionale a destra del Campo Santo ed era la sede degli uffici dell'Opera della Primaziale Pisana, ovvero l'ente che gestisce il Duomo di Pisa e il suo complesso monumentale. Attualmente conserva solo gli uffici dei settori di sorveglianza e vigilanza e quelli tecnici. Gli uffici amministrativi e del Capitolo della Primaziale si sono trasferiti nella nuova sede in Piazza Arcivescovado (2012). Dal 2014 ospita mostre d'arte temporanee.

## Storia e descrizione
Il corpo principale dell'edificio, che mantiene ancora in facciata l'aspetto originale, risale almeno al 1309, quando figurano in questa area "case chiostra e orto in cui vivono l'Operaio con la sua famiglia, conversi e maestri che vi lavorano", mentre gli ampliamenti sono databili fino al XVIII secolo. Molti sono comunque i rimaneggiamenti e le alterazioni dovuto ai vari cambi d'uso.
L'edificio nacque infatti come sede per i vari lavoratori dell'Opera del Duomo, quali il sarto, i campanari, i custodi e la manovalanza.
Successivamente, in seguito alla demolizione della Casa del Capitolo (metà XIX secolo) che sorgeva in quello che oggi è il "prato della Lupa", la sala e gli archivi capitolari vennero trasferiti nel palazzo dell'Opera. Pochi anni dopo vennero trasferiti anche gli uffici stessi dell'Opera che si trovavano fino ad allora in piazza delle Vettovaglie.
In facciata mostra uno stemma mediceo e formelle marmoree con la sigla dell'Opera del Duomo, oltre a una lapide settecentesca che ricorda il soggiorno di Carlo VIII di Francia nel 1494 e una del 1926 che ricorda la visita di Benito Mussolini (quest'ultima attualmente in restauro).
L'interno ha alcune decorazioni notevoli, sebbene sparse e legate a diversi stili ed epoche. Vi spiccano un raro affresco bizantino (Madonna col Bambino e due santi) dipinto da un artista italiano e straniero prima del soggiorno di Cimabue e della rivoluzione giottesca dei primi anni del Trecento.
Tra gli altri dipinti la Pentecoste di Giovan Battista Tempesti, l'Incoronazione di Maria del Pomarancio e le volte di Agostino Ghirlanda nella "Loggetta" al pian terreno (1550).
La cappellina ha stucchi di Angelo Somazzi e Giuseppe Ferri, ed affreschi di Ranieri Allegranti (1783).

## Archivio capitolare
Annesso al palazzo si trovava l'Archivio capitolare, che conserva ed espone entro vetrine diplomi papali e imperiali (il più antico risale al 930), un Exsultet dell'XI secolo, libri miniati trecenteschi, autografi di artisti e documenti vari, tra cui ha notevole interesse storico l'ordine di arresto del conte Ugolino.

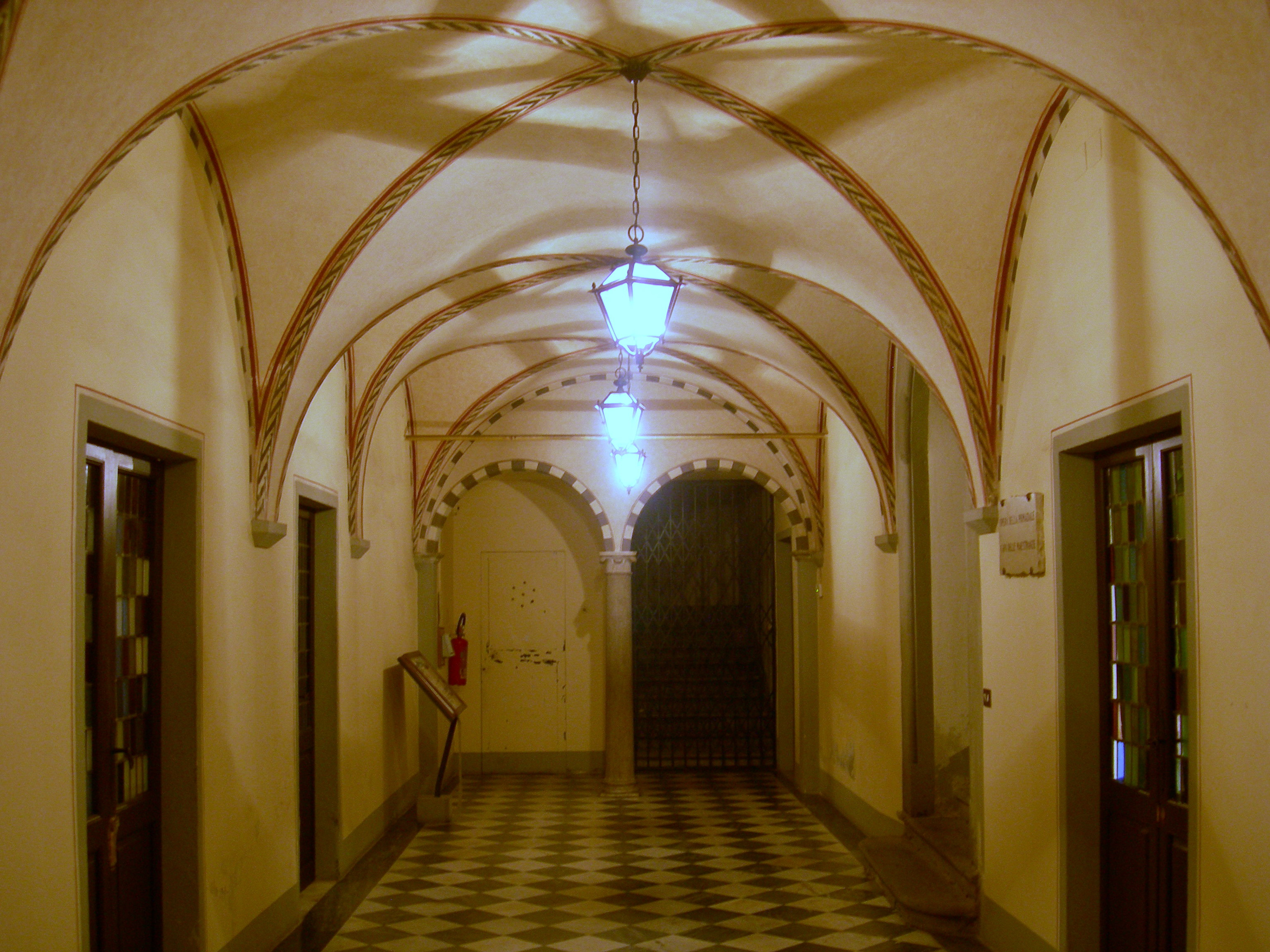
Corridoio al pian terreno
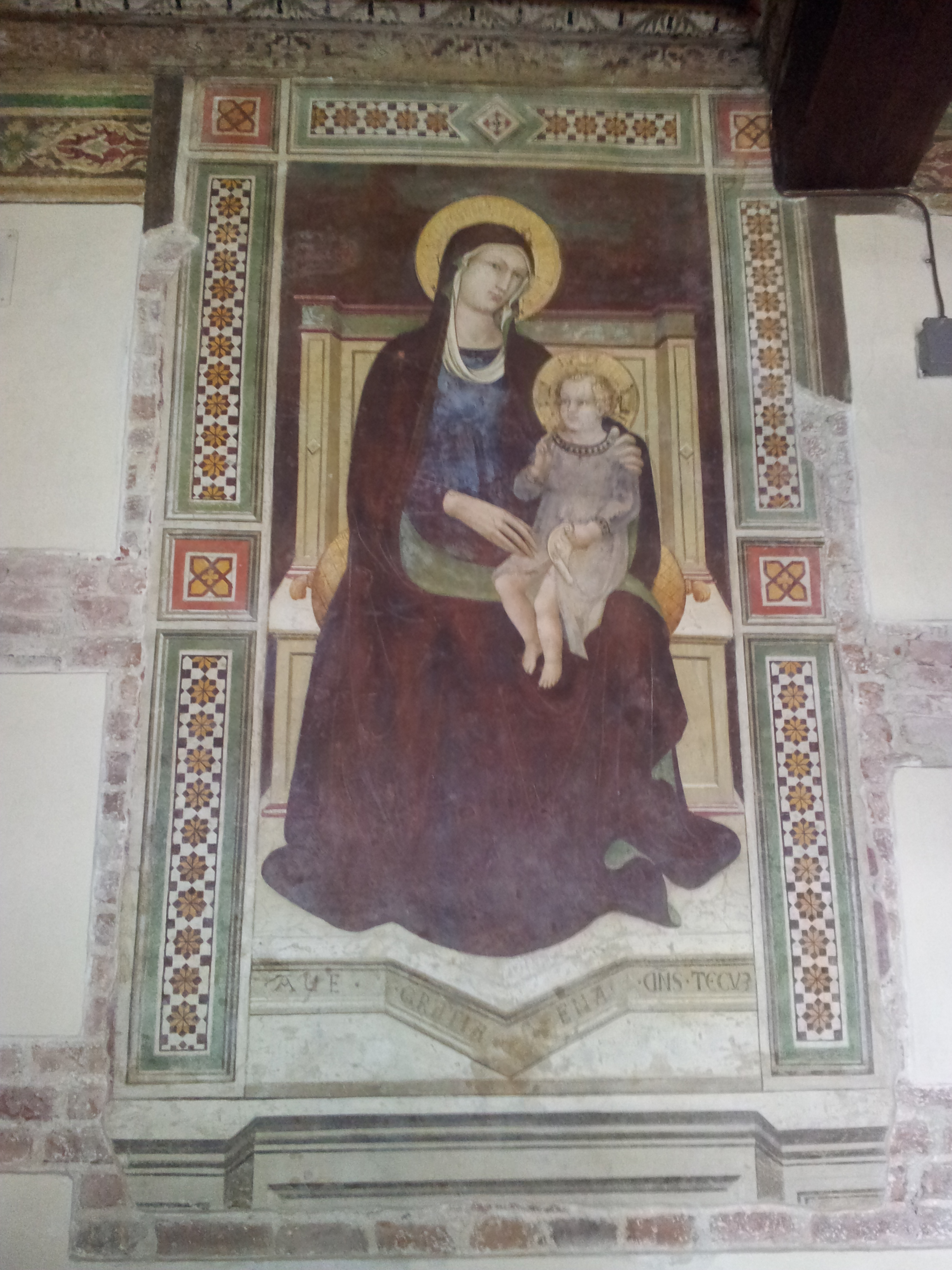
Affresco negli uffici tecnici, dipinto ad inizi XV secolo da un pittore senese
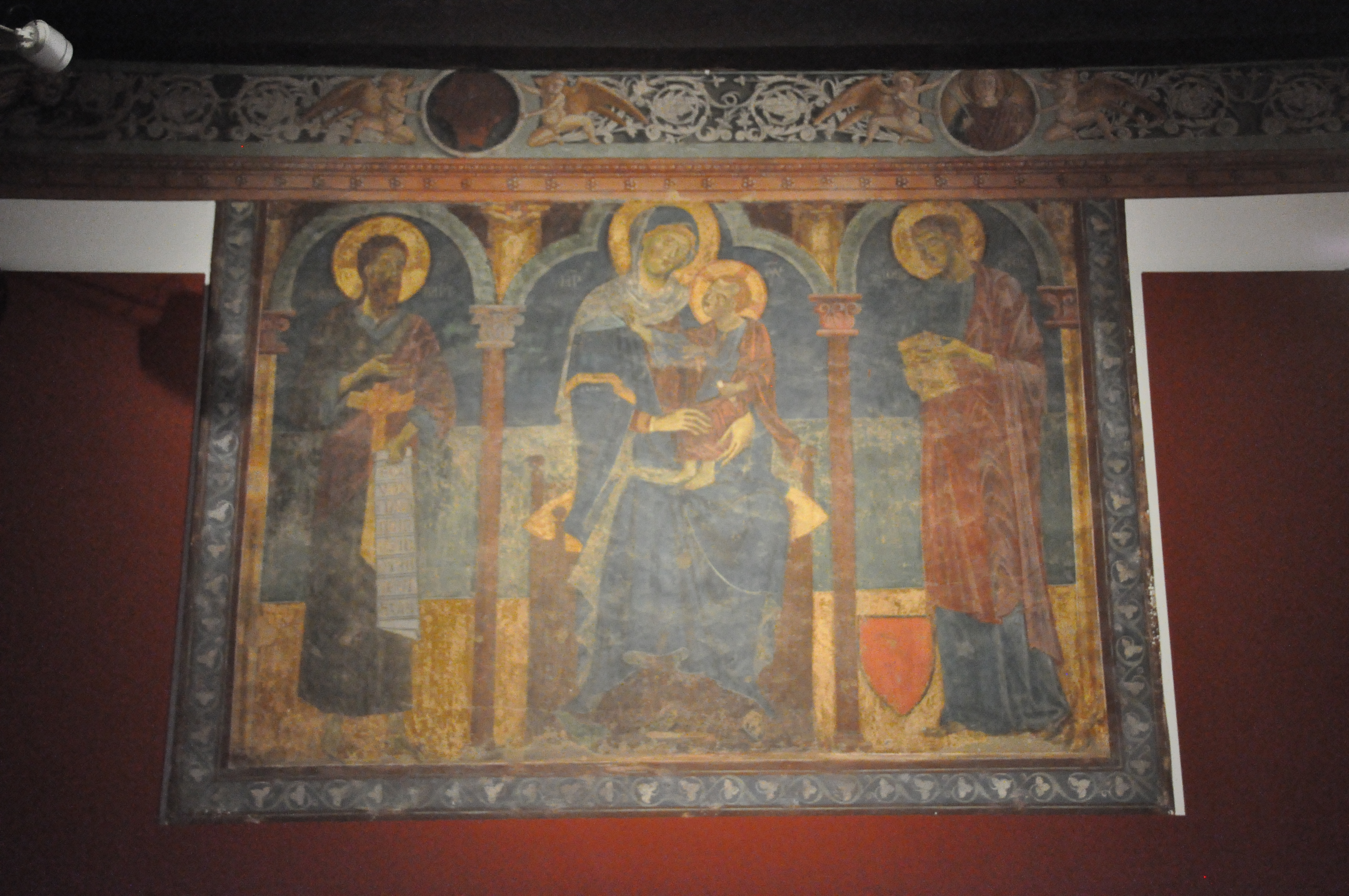
Affresco nella sala della Deputazione, dipinto da Vincino di Vanni e Giovanni d'Apparecchiato nel 1299
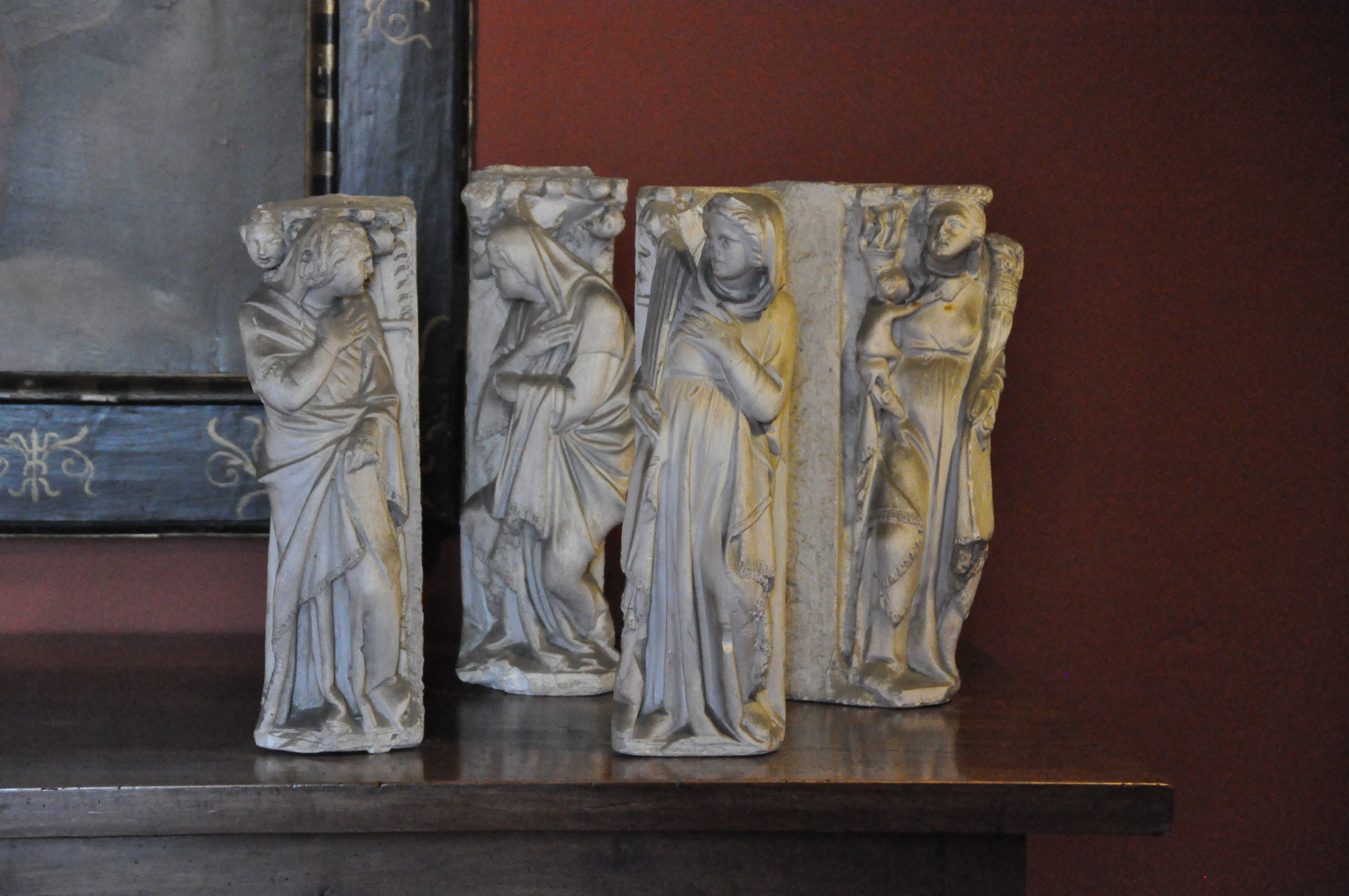
Alcune delle parti originali del pergamo di Giovanni Pisano nella sala del Presidente
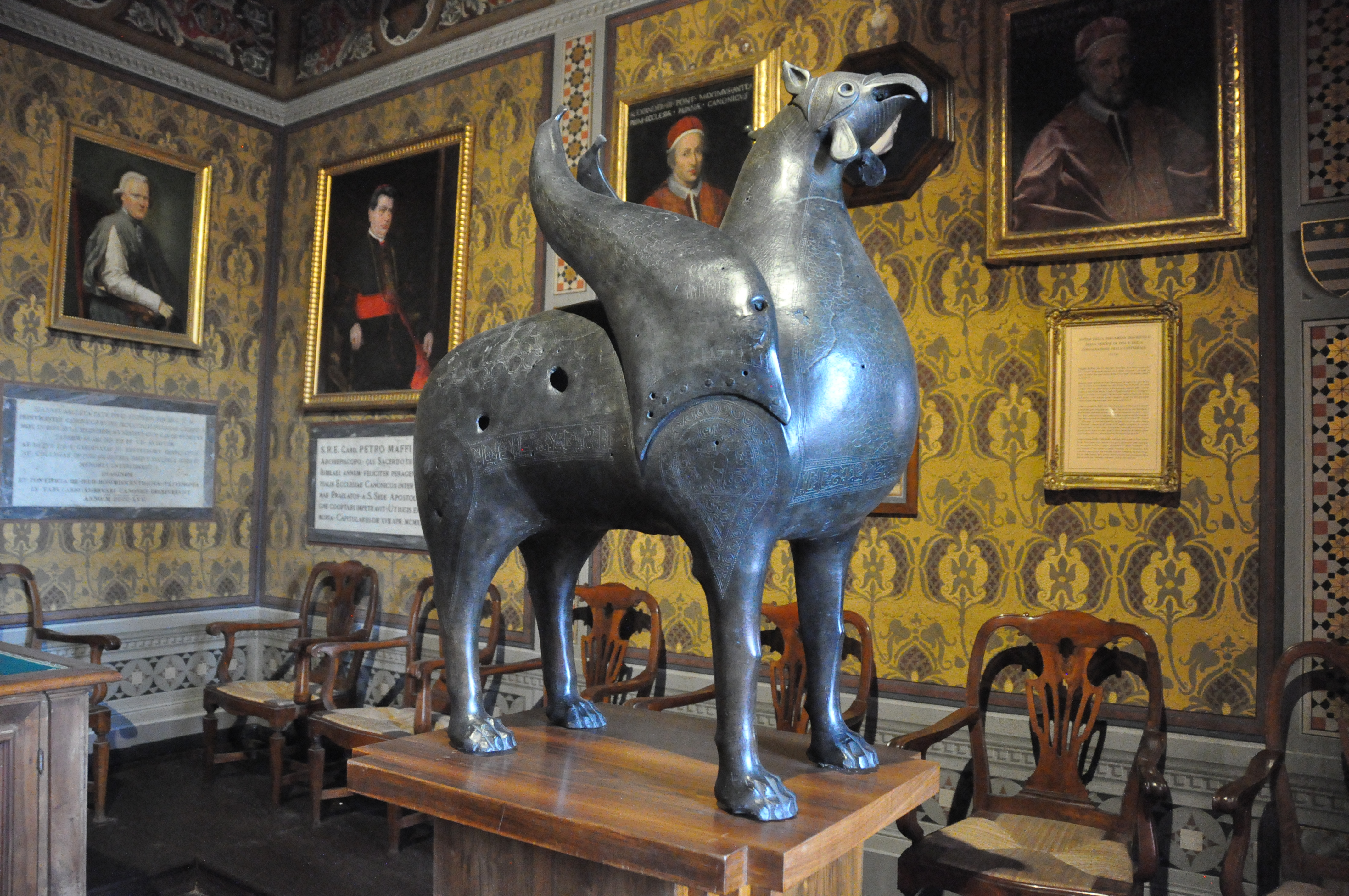
La sala del Capitolo (all'epoca vi era esposto il Grifone pisano, oggi nel museo dell'Opera del Duomo)
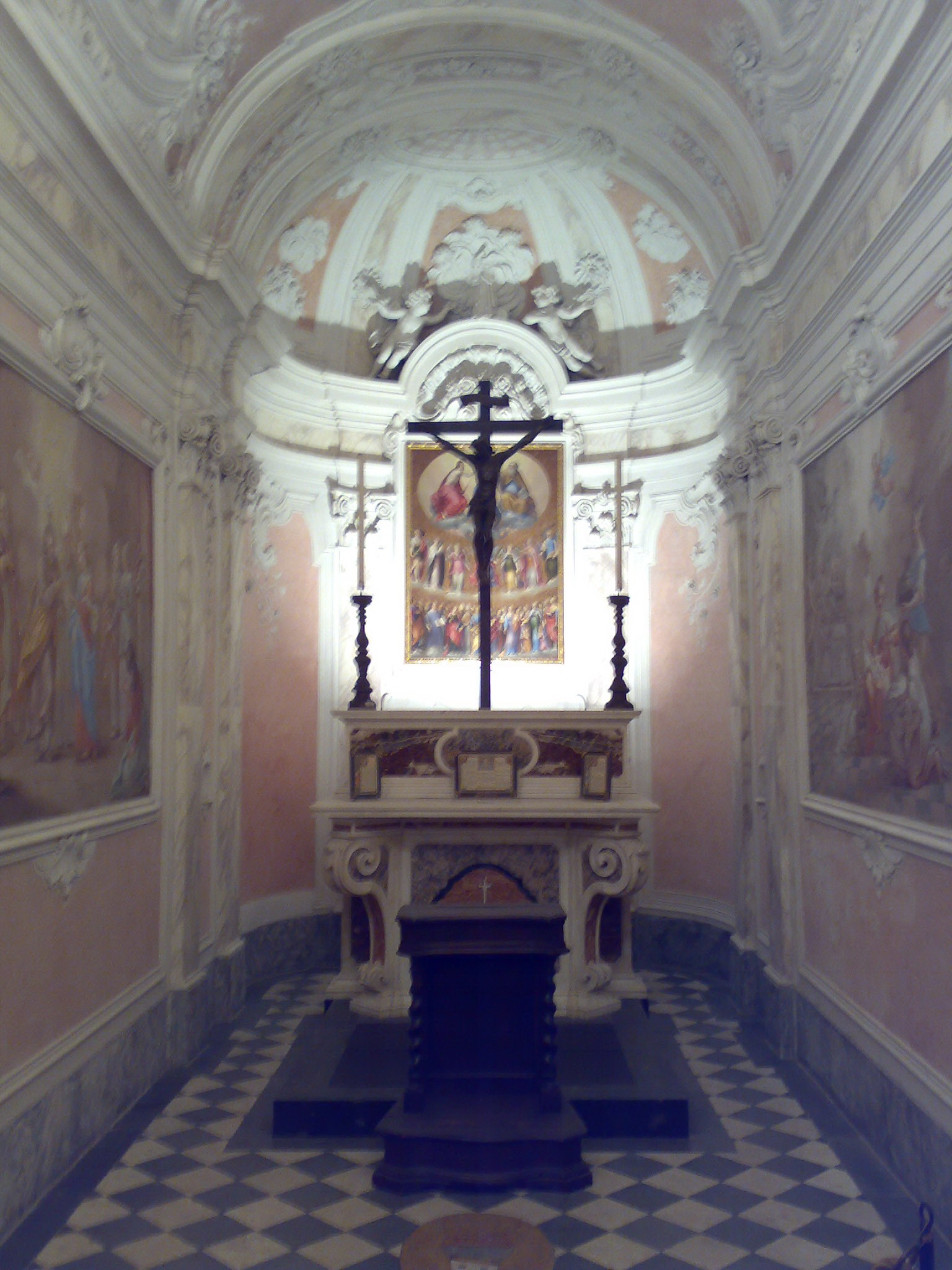
La cappella